# Lea Massari
Lea Massari, nome artístico de  Anna Maria Massetani (Roma, 30 de junho de 1933 – Roma, 23 de junho de 2025), foi uma atriz italiana. 
Lea esteve no Brasil, mais especificamente no Rio de Janeiro em 1959 para participar da Semana do Filme Italiano.

## Morte
Massari morreu no dia 23 de junho de 2025, aos 91 anos.

## Filmografia
- 1954 – Proibito
- 1957 – I sogni nel cassetto
- 1958 – Capitan Fracassa (TV)
- 1958 – Auferstehung
- 1960 – L'avventura  (A aventura)
- 1961 – Il colosso di Rodi  (O colosso de Rodes)
- 1961 – La giornata balorda
- 1961 – Morte di un bandito
- 1961 – I sogni muoiono all'alba
- 1961 – Una vita difficile
- 1962 – La città prigioniera (Os heróis também matam)
- 1962 – Le quattro giornate di Napoli
- 1962 – Le monte-Charge
- 1964 – La coda del diavolo
- 1964 – L'insoumis
- 1964 – Llanto por un bandido
- 1965 – Le soldatesse (Mulheres no front)
- 1965 – Made in Italy (Episódios:  "1 'Usi e costumi', episode 3")
- 1967 – I promessi sposi  Minisérie (TV)
- 1967 – Il giardino delle delizie
- 1968 – Lo voglio morto
- 1968 – Volver a vivir
- 1969 – I fratelli Karamazov – Settima puntata  TV episode
- 1969 – I fratelli Karamazov – Sesta puntata  TV episode
- 1969 – I fratelli Karamazov – Quinta puntata  TV episode
- 1969 – I fratelli Karamazov – Quarta puntata  TV episode
- 1969 – I fratelli Karamazov – Seconda puntata  TV episode
- 1969 – I fratelli Karamazov –  (1 more) TV episode
- 1970 – Céleste
- 1970 – Les choses de la vie
- 1970 – Senza via d'uscita
- 1971 – Le souffle au coeur  (O sopro no coração)
- 1971 – Paolo e Francesca
- 1972 – La course du lièvre à travers les champs  (O homem que surgiu de repente)
- 1972 – La prima notte di quiete (A primeira noite de tranquilidade)
- 1973 – La femme en bleu
- 1973 – Le fils
- 1973 – Le silencieux
- 1973 – Story of a Love Story
- 1974 – Allonsanfàn
- 1974 – ...la main à couper
- 1974 – Anna Karenina
- 1975 – Peur sur la ville
- 1976 – Chi dice donna, dice donna  (episódio: "Papa e maman")
- 1976 – El perro
- 1976 – L'ordinateur des pompes funèbres
- 1976 – La linea del fiume
- 1977 – Antonio Gramsci: i giorni del carcere
- 1977 – Repérages
- 1977 – Violette & François
- 1978 – Les rendez-vous d'Anna
- 1978 – Sale rêveur
- 1979 – Cristo si è fermato a Eboli
- 1979 – Le divorcement
- 1980 – Quaderno proibito  Minisérie (TV)
- 1981 – La flambeuse
- 1983 – Sarah
- 1984 – La 7ème cible
- 1984 – La vigna di uve nere  (TV)
- 1985 – Segreti segreti
- 1986 – Una donna a Venezia  Minisérie (TV)
- 1988 – Una donna spezzata
- 1990 – Viaggio d'amore